# Tetracanthella subdeficiens
Tetracanthella subdeficiens är en urinsektsart som beskrevs av Louis Deharveng 1987. Tetracanthella subdeficiens ingår i släktet Tetracanthella och familjen Isotomidae. Inga underarter finns listade i Catalogue of Life.